# 帕克斯頓 (麻薩諸塞州)
帕克斯頓（英語：Paxton）是一個位於美國麻薩諸塞州烏斯特縣的鎮。

## 人口
根據2020年美國人口普查的數據，帕克斯頓的面積為40.10平方千米，當中陸地面積為38.20平方千米，而水域面積為1.90平方千米。當地共有人口5004人，而人口密度為每平方千米125人。